# L'Origine des espèces
Pour l’article homonyme, voir L'Origine des espèces (film).
 (avril 2013).
Si vous disposez d'ouvrages ou d'articles de référence ou si vous connaissez des sites web de qualité traitant du thème abordé ici, merci de compléter l'article en donnant les références utiles à sa vérifiabilité et en les liant à la section « Notes et références ».
L'Origine des espèces (On the Origin of Species) est un ouvrage scientifique de Charles Darwin, publié le 24 novembre 1859 pour sa première édition anglaise sous le titre L'origine des espèces au moyen de la sélection naturelle ou la préservation des races favorisées dans la lutte pour la survie. Cet ouvrage est considéré comme le texte fondateur de la théorie de l'évolution. Dans ce livre, Darwin présente la théorie scientifique de l'évolution des espèces vivantes à partir d'autres espèces généralement éteintes, au moyen de la sélection naturelle. Darwin avance un ensemble de preuves montrant que les espèces n'ont pas été créées indépendamment et ne sont pas immuables.
Diverses idées de la théorie de l'évolution avaient déjà été proposées pour expliquer les nouvelles découvertes en biologie. Il y avait un soutien croissant à de telles idées parmi les dissidents anatomistes et le grand public, mais au cours de la première moitié du XIXe siècle l’establishment scientifique anglais était étroitement lié à l'Église d'Angleterre. La science faisait partie de la théologie naturelle et n'était alors pas indépendante des dogmes chrétiens. Les idées sur la transmutation des espèces étaient controversées, entrant en conflit avec les croyances que les espèces étaient immuables et faisaient partie d’une hiérarchie conçue par Dieu et que les humains étaient uniques, sans rapport avec d’autres animaux. Les implications politiques et théologiques étaient intensément débattues, mais la transmutation n’était pas acceptée par le grand public scientifique au moment de la publication de L'origine des espèces.
Cet ouvrage, accessible au grand public et non pas uniquement aux spécialistes, eut un retentissement énorme et fit l'objet d'intenses débats.
Durant « l'éclipse du darwinisme » des années 1880 à 1930, différents autres mécanismes d'évolution furent mis en avant. Avec le développement de la synthèse évolutionniste dans les années 1930 et 1940 la conception darwinienne de l'adaptation évolutionniste au moyen de la sélection naturelle devint centrale dans la théorie moderne de l'évolution. C'est désormais le principe unifiant des sciences de la vie.

## Résumé

### Chapitre I - De la variation des espèces à l’état domestique

#### Causes de la variabilité
Darwin explique que les différences observées entre les individus d'une même espèce proviennent de leur exposition à des environnements différents. Pour le justifier, Darwin part du constat que la variabilité au sein d'une espèce est bien plus grande chez les espèces domestiques que les espèces sauvages, ce qui, d'après lui, ne pourrait s'expliquer que par l'existence de conditions de vie bien moins uniformes chez les espèces domestiques que celles rencontrées par les espèces sauvages dans la nature. Cependant, pour Darwin, l'environnement n'est que l'étincelle qui produit la variabilité des individus. La nature de la variation produite dépend plus de l'organisme que de l'environnement.
Darwin identifie deux types de transformations des organismes. Le premier (dites "défini") est lorsque tous les individus soumis aux mêmes conditions voient leur descendance transformée de la même manière. C'est le cas, selon lui, lorsqu'il y a changement d'alimentation (qui produit des individus plus ou moins grands) ou de climat. Mais ce type de transformation n'est pas la plus courante. La variabilité des espèces s'expliquerait surtout par le second type de variabilité (dit "indéfini"), qui consiste en l'accumulation, de génération en génération, de légères variations de la descendance par rapport à ses parents, et qui ne seraient pas dues à l'environnement[à vérifier].

#### Effet des habitudes et de l'usage ou du non-usage des parties; Variation par corrélation; Hérédité
Darwin identifie plusieurs causes de variation. D'abord, le fait d'utiliser ou non certaines parties du corps provoquerait le développement ou la régression de ces mêmes parties. Ensuite, le fait que certaines variations soient mystérieusement corrélées à d'autres variations, sans raison apparente, est aussi un moteur de variabilité.
Pour Darwin, le caractère héréditaire des variations est la règle, la non hérédité l'exception. Ce qu'il justifie par le fait que les variations rares se retrouvent bien plus souvent chez les individus dont un ancêtre possède cette même variation, que chez les autres individus. Il admet toutefois que l'hérédité n'est pas systématique, et que ses caprices peuvent être déroutants à première vue.

## Éditions

### Éditions britanniques
L'ouvrage fut l'objet de 6 éditions en anglais du vivant de Charles Darwin entre 1859 et 1872. Il a fait très vite l'objet de nombreuses traductions.
Le titre de la première édition était : On the Origin of Species by Means of Natural Selection, or the Preservation of Favoured Races in the Struggle for Life ou De l'Origine des espèces au moyen de la sélection naturelle, ou la préservation des races favorisées dans la lutte pour la vie. Le titre de la 6e édition revue et corrigée par Darwin avait un titre différent et s'intitulait The origin of species by means of natural selection, or the preservation of favoured races in the struggle for life.
Cette 6e édition est le texte final laissé par Darwin aussi il est d'usage de se référer à l'œuvre par le titre de cette édition soit L'Origine des espèces et non plus, De l'Origine des espèces.

### Éditions françaises
La première traduction en français date de 1862 chez Guillaumin et Victor Masson. Elle est l'œuvre de Clémence Royer, féministe et libre penseuse exilée en Suisse qui prit des libertés avec le texte original et le titre qui devint De l’Origine des espèces, ou des Lois du progrès chez les êtres organisés. Elle ajouta en particulier une longue préface dans laquelle elle donnait sa lecture positiviste, anticléricale et eugéniste de l'ouvrage.
En juin 1862, après avoir reçu une copie de la traduction Darwin écrit au botaniste américain Asa Gray : « J'ai reçu il y a 2 ou 3 jour une traduction française de l'Origine par une Mlle Royer, qui doit être l'une des plus intelligentes et singulières femmes en Europe : est une ardente déiste & hait le christianisme, et déclare que la sélection naturelle et la lutte pour la vie fourniront l'explication de toute moralité, nature humaine, politiques, etc. !!! Elle fait de très curieuses et bonnes trouvailles, et dit qu'elle publiera un livre sur ces sujets, ce sera une bien étrange production ». Darwin la remplaça par Jean-Jacques Moulinié, jeune savant genevois. Cette nouvelle traduction parut au début de l’année 1873 sous un titre plus proche de l’original anglais, L’Origine des espèces au moyen de la sélection naturelle, ou La lutte pour l’existence dans la nature, chez l’éditeur Reinwald qui publiait toute l’œuvre de Darwin en français. Une lettre de Darwin à Moulinié, datée du 23 septembre 1872, est publiée en pages liminaires du livre pour justifier le changement de traducteur. Darwin y explique que Mlle Royer ne l’a pas averti de la réédition de sa traduction et qu’elle n’y a pas intégré les dernières corrections.
Après la mort de Moulinié, les éditions Reinwald firent appel à un autre traducteur scientifique, Edmond Barbier, pour traduire la sixième édition anglaise que Darwin donnait comme la version définitive.
En 2009, à l'occasion du bicentenaire de la naissance de Darwin et du 150e anniversaire de la parution de L'Origine, une nouvelle traduction d'Aurélien Berra paraît chez Slatkine (Genève) puis la même année, en version poche, chez Honoré Champion (Paris). Traduction réalisée sous la direction de Patrick Tort, coordonnée par Michel Prum.

## Genèse de l'œuvre
L'Introduction de l'ouvrage donne les principaux éléments de genèse de l'œuvre :

« Les rapports géologiques qui existent entre la faune actuelle et la faune éteinte de l’Amérique méridionale, ainsi que certains faits relatifs à la distribution des êtres organisés qui peuplent ce continent, m’ont profondément frappé lors de mon voyage à bord du navire le Beagle, en qualité de naturaliste. Ces faits, comme on le verra dans les chapitres subséquents de ce volume, semblent jeter quelque lumière sur l’origine des espèces — ce mystère des mystères — pour employer l’expression de l’un de nos plus grands philosophes. À mon retour en Angleterre, en 1837, je pensai qu’en accumulant patiemment tous les faits relatifs à ce sujet, qu’en les examinant sous toutes les faces, je pourrais peut-être arriver à élucider cette question. Après cinq années d’un travail opiniâtre, je rédigeai quelques notes ; puis, en 1844, je résumai ces notes sous forme d’un mémoire, où j’indiquais les résultats qui me semblaient offrir quelque degré de probabilité ; depuis cette époque, j’ai constamment poursuivi le même but. »

Darwin avait l'intention d'écrire une œuvre bien plus vaste sur la « sélection naturelle » qui ne fut jamais publiée. Il avait considérablement avancé lorsqu'il reçut le 18 juin 1858 une lettre accompagnée d'un article d’Alfred Russel Wallace (1823-1913) où le thème de l’adaptation par sélection naturelle se trouve nettement développé. Darwin, fort de son antériorité et soutenu par Joseph Dalton Hooker et Thomas Henry Huxley et Charles Lyell, laisse ce dernier organiser la communication conjointe de 2 textes écrits par Darwin et Wallace (alors en Malaisie) devant la Linnean Society of London le 1er juillet 1858. Après cette réunion, Darwin décide d'écrire un résumé de son œuvre en préparation qui fut publiée le 24 novembre 1859. C'est l'ouvrage dont il est question ici.

## Logique de l'ouvrage

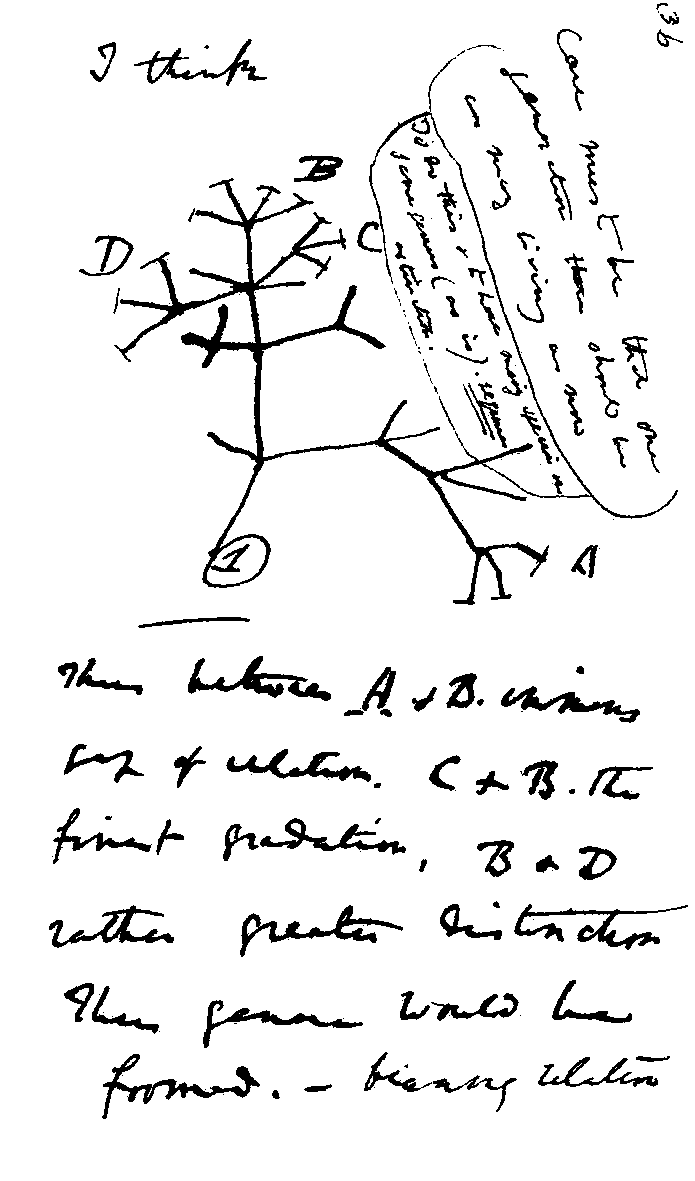
Premier diagramme de Charles Darwin de 1837 d'un arbre de l'évolution, tiré de son premier carnet sur la transmutation des espèces.

L'ouvrage est construit autour d'une argumentation qui présente des faits observés dont il déduit ses conclusions progressivement. Après avoir développé son argumentation et conclu, la fin de l'ouvrage répond à des objections éventuelles.
La génétique n'existait pas encore. Darwin ne démontre pas au moyen d'expériences qu'il a réalisées mais en utilisant des données collectées par lui-même ou d'autres naturalistes qu'il détaille afin de soutenir sa thèse et auxquelles il applique des lois logiques pour inférer ses conclusions.
Darwin part de l'étude des espèces domestiques et de la manière dont la sélection humaine peut les créer pour comprendre le mécanisme de sélection naturelle des individus qui aboutit à la création de nouvelles espèces dans la nature. L'ouvrage part de constats communément admis par la communauté scientifique et le grand public pour progressivement aborder les sujets les plus controversés.
La structure de l'œuvre reflète cette démarche :
- Il existe une sélection humaine dans le cadre de la culture des plantes et l'élevage des animaux qui donne lieu à la création de nouvelles espèces domestiques :
  - Les caractéristiques des individus varient au sein d'une variété de plante cultivée ou d'animaux domestiques,
  - Les caractéristiques individuelles sont héritées par les descendants,
  - Les êtres humains ont sélectionné les caractéristiques les plus favorables et les ont accumulées sur plusieurs générations pour former de nouvelles espèces domestiques.
- Il existe également une sélection naturelle qui présente des similitudes avec la sélection humaine et donne lieu à la création de nouvelles espèces naturelles :
  - Les caractéristiques des individus varient au sein d'une même espèce à l'état naturel,
  - Les êtres vivants se multiplient selon une progression géométrique,
  - Les ressources n'augmentent pas de manière géométrique,
  - Par conséquent, il n'y a à terme pas assez de ressources pour tous les individus d'une même espèce. Ils ne peuvent pas tous survivre. C'est la lutte pour la vie, en application de la doctrine de Malthus au règne animal et au règne végétal[24],
  - Seuls les individus présentant les caractéristiques les plus adaptées à leur environnement survivent. C'est la sélection naturelle,
  - Ces caractéristiques des individus naturellement sélectionnés sont héritées par les descendants, qui s'accumulent et donnent lieu à la création de nouvelles espèces tandis que les espèces les moins adaptées s'éteignent. Darwin appelle ce mécanisme la divergence des caractères[24].
- Il existe également une sélection sexuelle entre les individus de même sexe et d'une même espèce qui permet au plus favorisé d'avoir une plus nombreuse descendance. La sélection sexuelle complète la sélection naturelle.

## Travaux antérieurs cités par Darwin

### Transformation des espèces
- Aristote, dans sa Physique : « [Les caractéristiques] façonnées d'une manière appropriée par une spontanéité interne se sont conservées, tandis que dans le cas contraire elles ont péri et périssent encore ».
- Buffon, « le premier […] qui a traité ce sujet de façon […] scientifique ».
- Lamarck (Philosophie zoologique, 1809), « le premier qui éveilla par ses conclusions une attention sérieuse sur ce sujet ».
- Goethe, Erasmus Darwin (son grand-père) et Isidore Geoffroy Saint-Hilaire, tous en 1794-95.

### Modifications durables par intervention humaine
- Botanique, 1822, W. Hebert, doyen de Manchester.
- Zoologie, à partir de 1826 : nombreux travaux sur
  - Les résultats obtenus par les éleveurs,
  - La « puissance créatrice désordonnée » de variation des descendances, dans laquelle ceux-ci n'ont plus qu'à puiser.

## Réception de l'ouvrage
L'ouvrage suscita un énorme intérêt dès sa publication, de par l'intérêt du public pour le sujet et la réputation scientifique de Darwin. Il fut l'objet de vigoureux débats et controverses dans les années qui suivirent sans claire démarcation entre les débats scientifiques, philosophiques, religieux ou sociaux. Les premières réactions furent hostiles, mais dans le milieu des années 1870 l’évolutionnisme finit par triompher.
En France, les idées de Darwin exprimées dans l'ouvrage n'eurent que peu d'impact sur la communauté scientifique de la fin du XIXe siècle même si l'ouvrage eut un fort retentissement. La majorité était acquise aux thèse fixistes ou aux courants transformistes issus de Lamarck. Les principales controverses portèrent sur les questions de la mutabilité des espèces ou des variétés. Plusieurs scientifiques français s'opposèrent parfois vigoureusement aux thèses exprimées par Darwin dans L’origine des espèces.

### Controverses à la publication

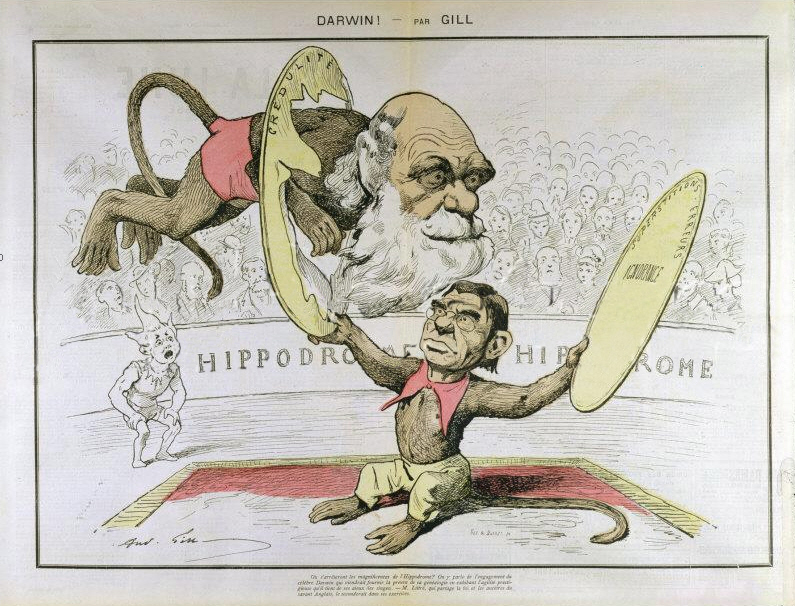
Caricature de Darwin et de Littré par André Gill (La Lune rousse, 18 août 1878).

Il y eut beaucoup moins de controverses que lors de la publication de Vestiges de l'histoire naturelle de la création de Robert Chambers en 1844 qui avait été rejeté par les scientifiques mais avait largement influencé un large public et introduit l'idée que la nature et la société humaine étaient gouvernés par des lois. Lamarck, 50 ans auparavant dans sa Philosophie zoologique (1809), avait également explicitement abordé la question de l'origine naturelle des êtres humains sans alors faire scandale. De plus, Herbert Spencer avait déjà incorporé le lamarckisme dans sa philosophie sociale et politique du libre marché.
Malgré tout, l'ouvrage suscita une vive opposition de l’Église anglicane et du Vatican car il contredisait la théorie religieuse en vigueur à l'époque de la création divine des espèces de manière séparées et leur immutabilité.
La confrontation la plus célèbre eut lieu lors d'un débat public sur l'évolution à Oxford en 1860 organisé par l'Association britannique pour l'avancement des sciences, durant lequel l’évêque d'Oxford Samuel Wilberforce s'opposa à Thomas Huxley au sujet des thèses de Darwin. Dans le débat qui s'ensuivit Joseph Hooker argumenta vigoureusement en faveur de l'évolution darwinienne. Le soutien de Thomas Huxley aux thèses évolutionnistes fut si intense que la presse et le public le surnommèrent le « bulldog de Darwin ». Huxley devint le plus féroce défenseur de la théorie évolutionniste sur la scène intellectuelle victorienne. À l'issue du débat les deux parties estimèrent avoir gagné, mais Huxley affirma par la suite que ce débat fut un moment charnière dans le conflit entre la science et la religion et utilisa le darwinisme pour faire campagne contre l'autorité du clergé sur l'éducation, et utilisa le terme volontairement provocateur du « singe origine de l'homme ».
En effet, la théorie de la sélection naturelle replaçait l'homme au sein des êtres vivants, soumis aux lois de l'évolution au même titre que tous les autres. Darwin avait été extrêmement prudent sur cet aspect et ne l'a pas abordé de front dans l'ouvrage. La question des origines des êtres humains et la manière dont la théorie de l'évolution s'y applique fut explicitement traitée dans son ouvrage de 1871 La filiation de l'homme et la sélection liée au sexe. Malgré tout, l'essentiel des débats autour de L'origine des espèces porta sur cette question, résumée dans l'expression « l'homme descend du singe ». En ayant une ascendance commune avec les singes, l'homme n'était plus à part dans le monde vivant, ni créé directement par Dieu indépendamment des autres espèces. L'homme était désormais une espèce animale. Victor Hugo railla cette vision de l'humain qu'il refusait.
La théorie de Darwin exclut également une vision téléologique de l'évolution des espèces. Il n'existe pas de plan de l'évolution des espèces qui aurait un but. Un organisme vivant n'évolue pas pour atteindre un but ou un résultat. L'évolution est le fruit du hasard, ce qu'appelle Darwin la variabilité des espèces et la survie du plus adapté. En particulier, l'évolution des espèces n'a pas pour but d'aboutir à la création de l'espèce humaine qui serait supérieure. Il n'existe pas de race ou espèce supérieure, uniquement des espèces plus adaptées que d'autres à un environnement particulier. Aujourd'hui encore, certains courants religieux monothéistes s'opposent ouvertement à cet aspect de la théorie Darwinienne en particulier au travers de la théorie du dessein intelligent.

### Influence sur les courants de pensées et théories duXIXesiècle
Les débats autour du livre à sa publication contribuèrent à la promotion de la vulgarisation de la science et la promotion du naturalisme scientifique.
Il eut une influence considérable sur les théories politiques et sociales de la fin du dix-neuvième siècle et du début du vingtième :
- Karl Marx y vit le fondement dans les sciences naturelles de sa théorie de l'évolution de la société[33]. Darwin fournissait en effet une théorie scientifique matérialiste et historique qui faisait écho aux réflexions de Marx dans le domaine politique et social.
- La doctrine politique du darwinisme social s'en inspira et le détourna.

### Influence sur la pensée scientifique
Selon l'évolutionniste américain Ernst Mayr, avec L'Origine des espèces, Darwin a définitivement établi différents concepts radicalement nouveaux dans la pensée scientifique et la vision du monde, :
- L'historicité : contrairement à la physique ou la chimie, il est nécessaire d'avoir une approche historique des espèces pour en comprendre l'origine et la logique. La biologie évolutive ne se démontre pas aux moyens d'expériences de laboratoire mais par l'analyse de l'histoire des individus et de leur environnement ;
- Le matérialisme scientifique : le divin est désormais totalement exclu puisque la création des espèces n'est pas le résultat d'une volonté divine.
- Le refus des typologies : depuis Platon, le monde était constitué de types invariants et fixes formés sur le modèle d'idées. La création de nouvelles espèces repose en fait, sur l'accumulation de variations individuelles parfois infimes au départ pour finalement former une nouvelle espèce.
- La réfutation de toute téléologie : il n'est absolument pas nécessaire d'avoir recours à une cause finale. L'évolution dépend des circonstances et peut être bouleversée d'une génération sur l'autre. Cet aspect de la théorie de l'évolution est sans doute l'un des plus mal compris. Ainsi par exemple, le cou et les pattes de la girafe ne sont pas progressivement allongés pour atteindre les feuilles sur les branches des arbres[36] mais certains individus ont eu aléatoirement un cou et des jambes plus grands que les autres. Ces individus ont été favorisés pour l'accès à la nourriture. Ce cou et jambes plus grands ont été transmis à la descendance de ces individus qui ont ainsi disposé d'un avantage dans la lutte pour la vie et progressivement l'espèce des girafes ont eu un cou et des jambes plus longs.
- L'introduction de l'aléa : l'évolution repose sur la variation aléatoire des individus et les changements aléatoires de l'environnement dans lequel évoluent ces individus. Il n'y a pas de déterminisme dans la création des espèces. Des changements d'environnement peuvent favoriser la création de nouvelles espèces ou créer l'extinction d'espèces existantes.
- Une nouvelle vision de l'humain : l'homme fait partie intégrante de la nature et est soumis aux mêmes lois que les autres animaux, bien qu'il ne soit pas question des origines de l'homme dans L'Origine des espèces. Il est pleinement objet de science comme tout autre être vivant.

Il faut noter que l'essentiel de ces éléments avaient déjà été introduits dans la pensée scientifique par Jean-Baptiste Lamarck un demi-siècle auparavant, sans beaucoup de succès[réf. nécessaire]. Mais il faut noter également que L'Origine des espèces a contribué à faire basculer l'opinion de la communauté scientifique en faveur de l'évolution.
L'ouvrage a été classé en tête des ouvrages académiques les plus influents par le public britannique en 2015, devant ceux de Platon et Kant.

## La structure de la théorie de Darwin
(avril 2016).
Charles Darwin n’est pas ici l’auteur d’une théorie de « l’évolution des espèces » ; il est bien plutôt celui qui a proposé un mécanisme pour expliquer la transformation et la diversification adaptative des espèces dans leur milieu. En effet, l’ouvrage publié en 1859 qui le rendit célèbre s’intitule très explicitement De l’origine des espèces par le moyen de la sélection naturelle, ou la Préservation des races favorisées dans la lutte pour la vie, et non De l’évolution des espèces… Le terme d’évolution — qui en biologie et en Angleterre a pris son sens moderne d’évolution des êtres vivants aux alentours de 1832 avec Charles Lyell — n’apparaît dans cet ouvrage qu’en 1872, dans la sixième et dernière édition, revue et corrigée par Darwin. Ce n'est que plus tard, vers le début du XXe siècle, avec la redécouverte des lois de Mendel, que le darwinisme deviendra véritablement une théorie de l'évolution en s'articulant avec les mécanismes de l'hérédité. En réalité, l’évolutionnisme darwinien restera surtout une explication de la transformation adaptative des espèces.
Au début du XIXe siècle, l’Angleterre est un pays d’éleveurs qui ont plus que tous autres[réf. nécessaire] développé leurs méthodes de sélection et produit de nombreuses variétés animales. Darwin s’inspire de leur expérience « par le biais de questionnaires imprimés, de conversations avec les éleveurs et des jardiniers habiles et de lectures étendues » (Autobiographie) en transposant l’idée de la sélection artificielle vers la nature : la sélection naturelle opère un tri dans la grande variété des individus à l’égal des sélectionneurs. Se pose alors le problème de l’origine des variations et celui du ressort de la sélection dans la nature.
Chez Darwin, les variations et leur transmission de génération en génération sont constatées par l'observation. Il considère que les variations sont spontanées. La génétique n’existe pas encore, et avec elle la notion de mutation. Cette variation n’est pas mise en rapport avec une des spécificités des êtres vivants, à savoir leur individualité.
Contrairement à ce qui fut avancé au début du XXe siècle, Darwin évoqua, tout comme Lamarck, l'hypothèse de l'hérédité des caractères acquis comme un des facteurs de l'évolution des espèces dans l’Origine des espèces. Darwin propose ailleurs un modèle pour la transmission des caractères acquis sous le nom « d’hypothèse de la pangenèse » dans son ouvrage les Variations des animaux et des plantes sous l’effet de la domestication (1868). Son modèle ressemble à celui qu’avait proposé Maupertuis dans son Système de la Nature (1745) hormis l’utilisation de la théorie cellulaire.
Dès l’introduction de L’origine des espèces, Darwin précise de manière très explicite le but qu’il se propose :

« On comprend facilement qu’un naturaliste qui aborde l’étude de l’origine des espèces et qui observe les affinités mutuelles des êtres organisés, leurs rapports embryologiques, leur distribution géographique, leur succession géologique et d’autres faits analogues, en vienne à la conclusion que les espèces n’ont pas été créées indépendamment les unes des autres, mais que, comme les variétés, elles descendent d’autres espèces. Toutefois, en admettant même que cette conclusion soit bien établie, elle serait peu satisfaisante jusqu’à ce que l’on ait pu prouver comment les innombrables espèces habitant la Terre, se sont modifiées de façon à acquérir cette perfection de forme et de coadaptation qui excite à si juste titre notre admiration. »

Darwin décrit ici son propre cheminement : avant son voyage, il était ce que nous appellerions aujourd’hui un partisan du créationnisme, c’est-à-dire qu’il croyait que toutes les espèces avaient été « créées indépendamment les unes des autres », que chaque espèce avait fait l’objet d’une « création spéciale », c’est-à-dire avait été créée par Dieu en Personne, pour ainsi dire de sa propre main, dans un but de Lui seul connu. Darwin avait étudié la théologie à l'université de Cambridge, où il avait lu assidûment les écrits du pasteur William Paley. Celui-ci, dans sa Théologie naturelle (1803), interprétait la nature en termes de finalités : pour lui, l’adaptation des êtres vivants et l’« ordre naturel » sont des manifestations concrètes des desseins de Dieu. L’adaptation organique est la manifestation de l’intelligence de Dieu et tout au long de son ouvrage, il met en avant l’idée de l’être vivant comme machine pour illustrer l’habileté du Suprême ingénieur qui a conçu et réalisé leurs ajustements mécaniques subtils. Il justifie également l’existence de Dieu par l’existence d’un « ordre naturel » : la providence divine met en ordre de manière harmonieuse l’univers suivant des lois destinées à la fois à exprimer sa propre perfection et à la faire reconnaître par l’homme, son principal destinataire au sein de la Création.
Les observations de Darwin lors de son voyage sur le HMS Beagle et bien d’autres faits connus concernant le monde vivant ne sont pas compatibles avec cette doctrine, ils tendent même plutôt à suggérer une autre explication où la main de Dieu est absente. Mais aucun de ces faits suggestifs ni aucun de ces arguments négatifs, nous dit ici Darwin, ne peuvent être décisifs tant que n’a pas été expliqué positivement comment se réalise l’adaptation des êtres vivants à leurs conditions d’existence ; ce sera pour lui le mécanisme de la sélection naturelle. Pour Darwin, il n’y a donc pas de puissance surnaturelle qui sélectionnerait les individus afin d’améliorer les espèces. La sélection doit donc être le produit d’un ressort non intentionnel, d'un mécanisme non dirigé, émaner d’un ensemble de conditions spontanées et nécessaires, qui aboutissent néanmoins automatiquement à l’adaptation de l’être vivant à son milieu. « En octobre 1838, c’est-à-dire quinze mois après le début de mon enquête systématique, il m’arriva de lire, pour me distraire, l’essai de Malthus sur la Population ; comme j’étais bien placé pour apprécier la lutte omniprésente pour l’existence, du fait de mes nombreuses observations sur les habitudes des animaux et des plantes, l’idée me vint tout à coup que dans ces circonstances, les variations favorables auraient tendance à être préservées, et les défavorables à être détruites. Il en résulterait la formation de nouvelles espèces. J’avais donc enfin trouvé une théorie sur laquelle travailler ; mais j’étais si anxieux d’éviter les critiques que je décidais de n’en pas écrire la moindre esquisse pour quelque temps. (Autobiographie, p. 100.) » Darwin transpose dans le monde vivant la conception que le pasteur Thomas Robert Malthus (1766-1834) avait exposée dans son Essai sur le principe de population :
- il naît toujours plus d'êtres vivants que le milieu peut en nourrir,
- il s'ensuit donc une lutte pour la vie (struggle for life) entre les individus de la même espèce et entre les espèces pour les ressources rares, seuls alors survivent et parviennent à se reproduire les plus adaptés à ces circonstances (survival of the fittest),
- les variations avantageuses sont retenues par cette sélection naturelle, celles défavorables sont éliminées,
- leur accumulation par leur transmission héréditaire a pour conséquence la transformation des espèces.

Tel est le dispositif logique qui constitue la base de la conception de l'adaptation selon Darwin. S'y ajoutent ensuite quelques mécanismes annexes, notamment la sélection sexuelle, dont certains sont repris en partie de Lamarck, qui viennent soutenir la théorie à chaque fois que l'explication sélectionniste est prise en défaut.
Bien que n'étant qu'un résumé des travaux de Darwin, les idées qui sont à la base de De l’origine des espèces sont, d'un point de vue scientifique, assez simples, beaucoup plus simples que celles qui fondent le darwinisme actuel. Sur environ 600 pages, l'exposé de ces idées proprement dites n'excède pas quelques pages. Par ailleurs ces idées sont telles qu'elles ne se prêtent pas à un développement, comme il y en avait chez Descartes ou Lamarck qui, à partir de quelques principes, élaboraient toute une conception de l'être vivant. La conjonction de ces deux faits entraîne que, une fois les idées de base présentées, la quasi-totalité de l'ouvrage est ce que l'on peut appeler « un exposé de cas » plutôt qu'un développement. C'est-à-dire que Darwin envisage successivement toutes sortes de cas particuliers et montre qu'ils peuvent tous se comprendre dans le cadre de sa théorie, que ce soit pour telle ou telle espèce animale ou végétale, ou pour des sujets tels que l'isolement géographique, la variation du climat, les fossiles… Très souvent, il expose longuement les cas qu'il traite et, en conclusion, indique en deux lignes qu'ils peuvent se comprendre dans le cadre de sa théorie de la sélection naturelle. Tout cela le fait ressembler aux traités de casuistique où l'on s'efforce de résoudre, un par un, tous les cas moraux, même les plus extravagants, à la lueur des principes de la morale chrétienne. On voit là, une fois de plus, l'influence déterminante dans la formation intellectuelle de Darwin des méthodes du pasteur et théologien William Paley. Cet aspect fastidieux (qui rend probable l'hypothèse selon laquelle le livre a été moins lu qu'il s'est vendu ou est cité) est renforcé dans l'édition définitive (la sixième, en 1872), car Darwin y répond aux objections que les précédentes éditions de son ouvrage ont soulevées, ce qui multiplie les cas envisagés, et les corrections, et rend la lecture extrêmement pénible (à vrai dire, les ajouts successifs ont fini par rendre certains passages absolument incompréhensibles).
Le darwinisme sera marqué définitivement par ce procédé ; sans cesse, il cherchera sa justification dans l'explication de cas (il prétend alors se référer à l'expérience), et sans cesse les anti-darwiniens le critiqueront en cherchant des cas que le darwinisme ne pourra pas expliquer. Ces particularités sont très largement responsables d'un mode de raisonnement et d'une atmosphère de polémiques et de chicanes qui caractérisent encore la biologie moderne.

## Anecdotes
- Le compte-rendu de 1859 de la Royal Society établissant son bilan annuel de l'avancement des sciences mentionnera « une année scientifique un peu décevante, où rien de très important n'a été découvert »[réf. nécessaire].
- L'année 1863 voit une confirmation de la théorie lorsque le naturaliste Henry Walter Bates publie un papier sur la théorie du mimétisme, The imitation by a species of other life forms or inanimate objects, où il montre qu'une espèce de papillon amazonien a évolué pour se parer de couleurs semblables à une autre espèce voisine négligée par les oiseaux prédateurs.

### Textes en ligne
- The origin of species : édition finale anglaise de 1876.
- L’origine des espèces : traduction française numérisée de 1873 des cinquièmes et sixièmes éditions, autorisée et revue par Charles Darwin.
- Les textes précurseurs de juillet 1858 à la Linnean Society en ligne et commentés sur le site de la Bibliothèque numérique (France).

### Traductions françaises
- De l'origine des espèces ou des lois du progrès chez les êtres organisés, éd. Guillaumin, Paris, 1862, traduction française [et préface] de Clémence Royer.
- L'Origine des espèces par sélection naturelle ou des lois de transformation des êtres organisés, éd. Guillaumin, Paris, 1866, seconde édition, traduction française, de Clémence Royer.
- Charles Darwin, L’Origine des espèces au moyen de la sélection naturelle ou La lutte pour l'existence dans la Nature, traduction de Jean-Jacques Moulinié « sur les 5e et 6e éditions anglaises augmentées d'un nouveau chapitre et de nombreuses notes et additions de l'auteur », précédée d'une lettre de Charles Darwin adressée au traducteur, Paris, 1873, éd. Reinwald et Cie, Libraires-Editeurs.
- L’Origine des espèces, traduit par Edmond Barbier, Reinwald, Paris, 1876.
- Charles Darwin, L’Origine des espèces, édition du Bicentenaire (6e édition [1872], dernier tirage revu par Darwin, 1876), traduction d'Aurélien Berra, sous la direction de Patrick Tort et la coordination de Michel Prum, Travaux de l’Institut Charles Darwin International, Genève, Champion (poche) & Slatkine (grand format), 2009. Traduction précédée de Patrick Tort, « Naître à vingt ans : genèse et jeunesse de L’Origine ».
- Charles Darwin, L’Origine des espèces, traduction de Thierry Hoquet, Paris, le Seuil (« Sources du Savoir »), 2013. Il s'agit de la traduction française complète de la première édition (1859) de l’ouvrage, celle qui a « ébranlé les fondements du monde », selon la formule d'Ernst Mayr. La traduction est annotée et accompagnée d'annexes. Elle reprend la pagination originale de manière à faciliter la circulation entre la traduction et la version originale.